# Geocrinia rosea
Geocrinia rosea es una especie de anfibio anuro de la familia Myobatrachidae.

## Distribución geográfica
Esta especie es endémica del suroeste de Australia Occidental. Se encuentra hasta 300 m sobre el nivel del mar.

## Publicación original
- Harrison, 1927 : Notes on some Western Australian frogs, with descriptions of new species. Records of the Australian Museum, vol. 15, p. 277–287[6]